# Heft (Griffstück)

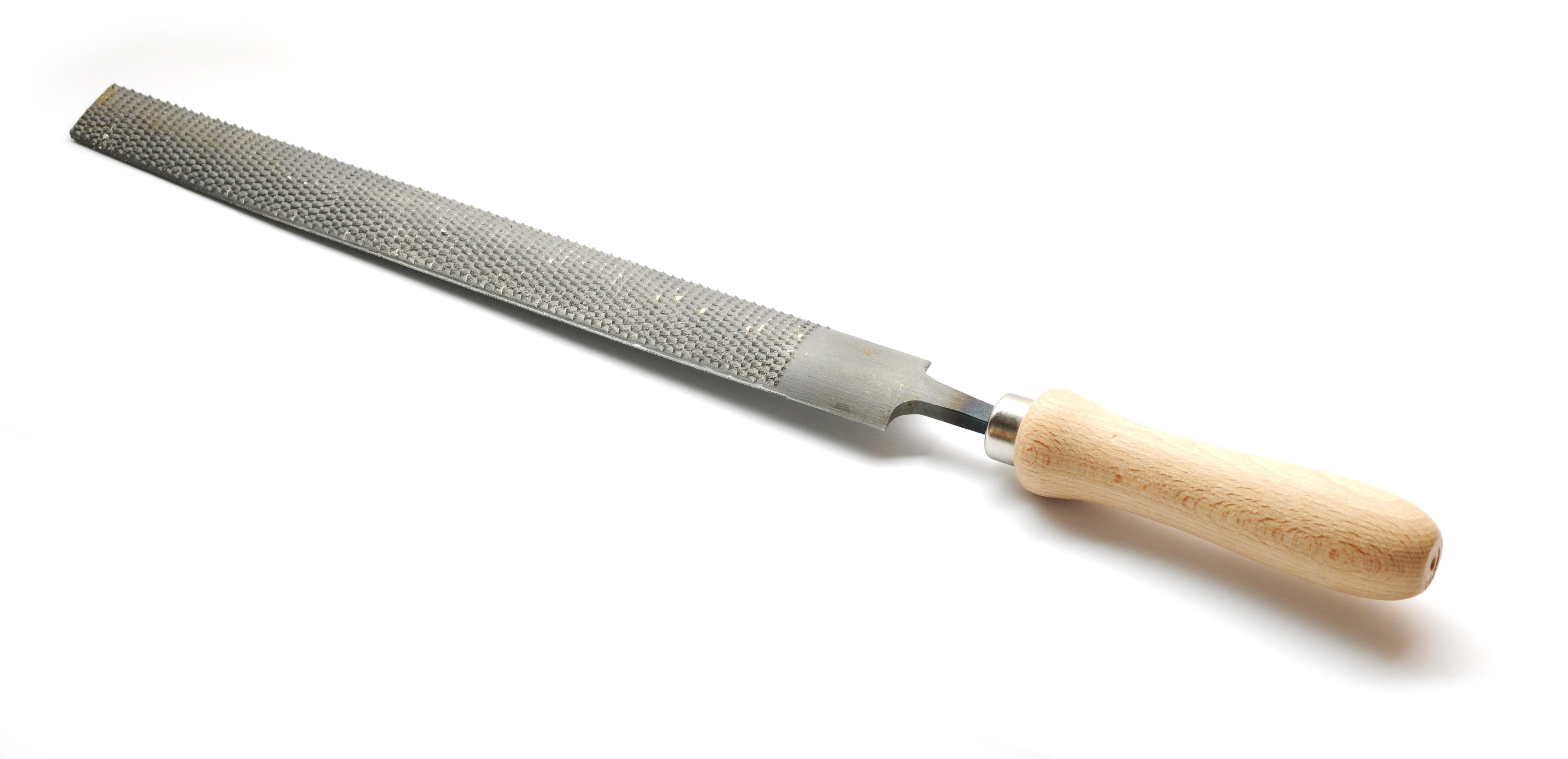
Raspel mit Holzheft

Mit dem Begriff Heft oder Gehilz (auch Gehilze, Hilze, Griffhilze) wird der früher meist aus Holz bestehende Griff von Blankwaffen und einigen Handwerkzeugen bezeichnet. Er nimmt z. B. den Erl (Angel) auf.

## Werkzeuge
Werkzeuge mit Heft sind unter anderem Messer, Feilen (Feilenhefte), Raspeln, Beitel oder Reißnadeln. Im 19. Jahrhundert entstand im Zuge der Industrialisierung und Spezialisierung der Beruf des Heft- bzw. Schalenschneiders. Diese fertigten Hefte aus Holz etwa für die Schneidwarenindustrie.
Auch heutzutage bestehen Hefte häufig noch aus Holz, oft aber auch (etwa bei Messern) aus Kunststoff. Bei hochwertigem Werkzeug sind die Hefte meist austauschbar und können daher bei Bedarf, etwa bei losem Sitz, erneuert werden.

## Waffen

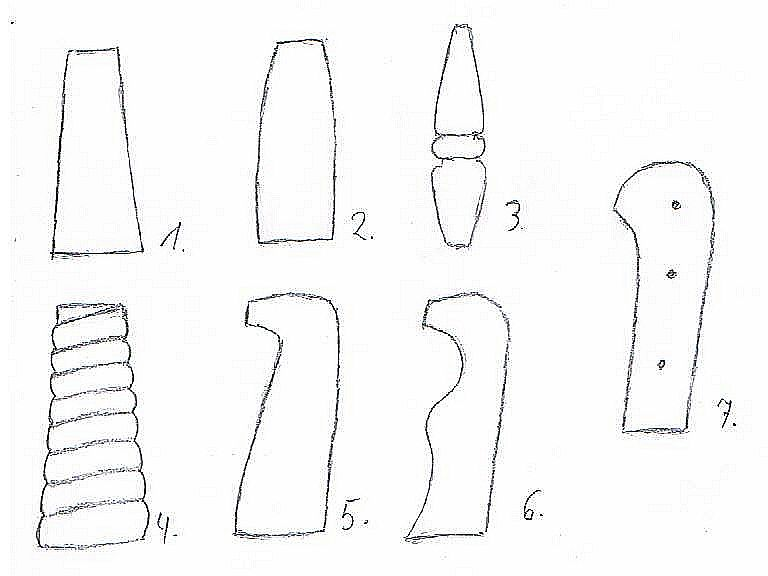
Schwert-, Messer- und Dolchgriffe

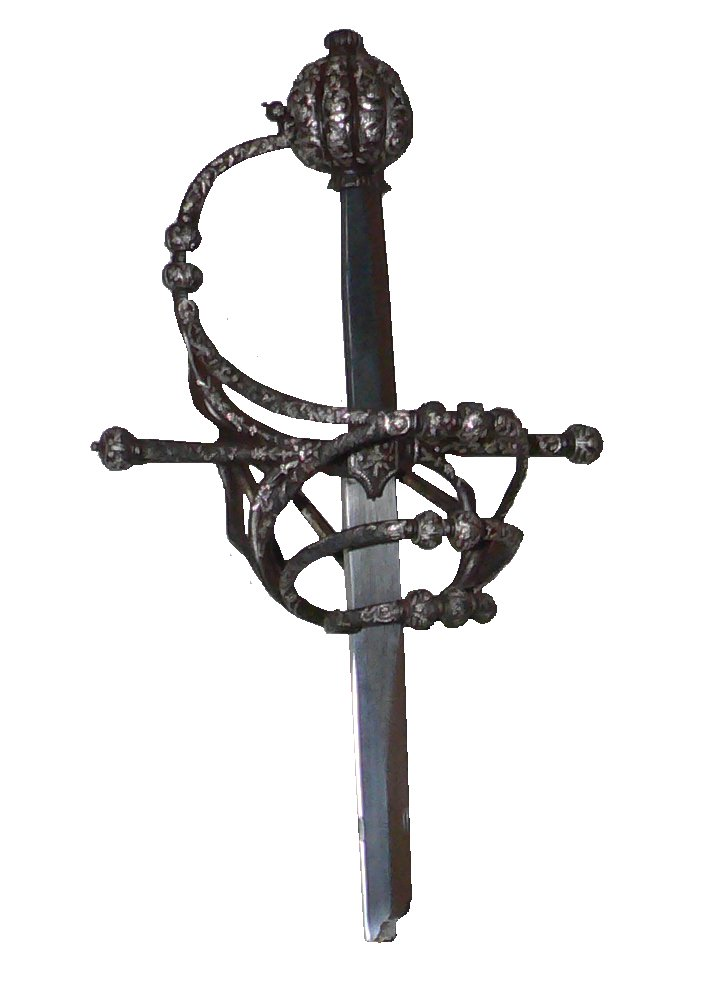
Gefäß eines Rapiers, bestehend aus Heft, Knauf, Parierstange und Korb

Waffen mit Heft sind Klingenwaffen und die meisten Schlagwaffen. Das Heft ist ein Teil des Gefäßes. Das Gefäß gibt es in vielen Ausführungen vom Heft mit einfachem Knebel, der ein Abrutschen der Hand auf die Klinge verhindern soll, zum Korbgefäß, welches die Hand fast komplett umschließt. Bei vielen Waffen wurde der hintere Abschluss als relativ schwerer Knauf ausgeführt, einerseits zum besseren Ausbalancieren der Klinge, andererseits als Schlaginstrument.
Die Griffoberflächengestaltung soll neben der zu erzielenden dekorativen Wirkung auch einen guten Halt einer Griffwaffe in der Hand gewährleisten:
- gegliedert: die Oberfläche wird durch waagerecht umlaufende Absätze oder Wulste unterbrochen
- geschwellt: ein zylindersymmetrischer Griff mit dem größten Querschnitt etwa in der Mitte, der zu den Enden hin abnimmt, oder ein asymmetrischer Griff mit verdickter Mittelpartie an der Vorderseite
- gewunden: ein Wulst läuft spiralförmig die Oberfläche entlang
- gerippt: die Oberfläche ist mit kleinen Rippen aufgeraut
- kordeliert: die Oberfläche ist schräggerautet („Fischhaut“)

Die grundlegenden Griffformen sind (die Nummern entsprechen der Nummern in der Abbildung):
Symmetrische Griffe
1. Schwert-, Degen- und Dolchgriff
2. Schwert-, Degen- und Dolchgriff, aber geschwellt
3. Schwert-, Degen- und Dolchgriff, aber gegliedert
4. Schwert-, Degen- und Dolchgriff, aber gewunden

Asymmetrische Griffe
1. Säbelgriff
2. Säbelgriff, aber geschwellt
3. Messergriff, durchgehende Angel, aufgenietet

Hiervon stammt auch die Redewendung „Das Heft in der Hand haben“.